# Igor Martinović
Igor Martinović ist ein kroatischer Kameramann und Regisseur.

## Leben
Seit Martinović 1993 in die USA einwanderte, arbeitete er hauptsächlich als Kameramann für Dokumentationen, wie Blue Helmet oder Das Trauma Vietnam I + II. Erst zur Jahrtausendwende wechselte er langsam in den fiktionalen Bereich und war Kameramann in einzelnen Independent-Filmen. Durch seinen permanenten Arbeitswechsel zwischen den USA und Europa kann der in New York wohnhafte Kroate eine internationale Filmographie nachweisen. So war er Kameramann in europäischen Produktionen wie Das Fräulein, Man on Wire – Der Drahtseilakt und No More Smoke Signals, während er in den Vereinigten Staaten bei Produktionen wie The Tillman Story und Nurse Jackie die Kamera übernahm. Für seine Arbeit an der Serie House of Cards war er 2014 für einen Emmy nominiert.
Martinović lebt in Nolita, einem Stadtteil in Manhattan, New York City. Dort lebt er mit Landsleuten wie dem Regisseur und Schauspieler Goran Dukić, dem Kameramann Vanja Černjul und dem Fotografen Davor Šuvak in der Nachbarschaft. Er führte Regie bei der fünften Episode der HBO-Miniserie Der Outsider nach Stephen King.

## Filmografie (Auswahl)
- 1993: Blue Helmet
- 2000: Das Trauma Vietnam I + II
- 2006: Das Fräulein
- 2008: Man on Wire – Der Drahtseilakt (Mom on Wire)
- 2008: No More Smoke Signals
- 2009: Yorkshire Killer (Red Riding: 1980)
- 2010: The Tillman Story
- 2010: Nurse Jackie (Fernsehserie, 2 Episoden)
- 2010: Mankells Wallander (Fernsehserie, 2 Episoden)
- 2012: Freelancers
- 2014: House of Cards (Fernsehserie, 13 Folgen)
- 2015: What Happened, Miss Simone?
- 2016: The Night Of – Die Wahrheit einer Nacht (The Night Of, Miniserie)
- 2020: Lost Girls